# Luigi Grazzi
Padre Luigi Grazzi (San Secondo Parmense, 28 agosto 1914 – Parma, 15 luglio 1984) è stato uno scrittore e presbitero italiano.

## Biografia
Nato a San Secondo Parmense da Renato Grazzi e Irene Azzolini, scoprì presto la vocazione entrando nell'Istituto di Guido Maria Conforti all'età di dodici anni. Iniziò gli studi a Vicenza proseguendoli poi a Parma dove conobbe il fondatore dell'Istituto, assistendolo negli ultimi giorni di vita.
Ordinato sacerdote nel 1940 nella cattedrale di Parma proseguì gli studi di perfezionamento a Roma conseguendo la laurea in missionologia. Nel frattempo divenne Consulente ecclesiastico all'Istituto statale d'arte per la decorazione e l'arredo della Chiesa di Roma e, grazie all'arte oratoria, fu conferenziere in molte città d'Italia dal 1940 al 1946. Appassionato di archeologia, fu direttore del museo di arte cinese a Parma nel biennio 1955-1956, lasciò l'incarico quindi per partire come missionario in Messico e Brasile dove restò sino al 1961. Ritornato a Roma svolse attività di insegnante di religione ed arte a Roma.
La sua attività di studioso poliedrico si comprende dai numerosi scritti che pubblicò e dai riconoscimenti e incarichi che ottenne: fu nominato ispettore onorario alle Antichità per ritrovamenti archeologici nelle Grotte della Rossa (AN), scoprì le vestigia di una tomba picena a Poggio San Marcello (AN), fu curatore della quarta mostra tenuta nella Sala del Piovego al Palazzo Ducale di Venezia in occasione dei settecento anni della nascita di Marco Polo, nel 1963 ricostruì la tomba di San Pietro esposta dalla Santa Congregazione De Propaganda Fide alla mostra romana della Chiesa. Fu anche autore di saggi, pubblicò due volumi di poesie e undici lavori teatrali, affermandosi in cinque concorsi nazionali.
Dal 1966 divenne consulente ecclesiastico dell'UCAI di Roma e insegnante di Cultura liturgica all'Istituto statale di Arte di Roma; fu in seguito insignito della cittadinanza onoraria di Ancona e Napoli. Fu postulatore della causa di beatificazione di monsignor Conforti, catalogandone gli scritti, parlando con i testimoni, raccogliendo preziose informazioni sulla sua santità.
Divenuto ipovedente si ritirò nella casa madre di Parma dove, a causa di varie complicazioni morì nel 1984.

## Opere
Il Grazzi fu autore di numerose opere nei campi più svariati: pubblicò saggi in campo teologico, in special modo biografie e studi sull'origine del cristianesimo archeologico e storico, poesie e opere teatrali

### Saggi
- Saggi sui bronzi, sulle terrecotte funerarie e sull'antica monetazione cinese
- Catalogo dei reperti archeologici di Suasa Senonum (PS)
- Il Missionario Pietro di Betsaida
- Metodologia nella Missione degli Apostoli
- Vita di padre Caio Restelli
- Profilo del venerabile Antonio Criminali da Sissa (1931)
- Parma Romantica (Ed. Silva, Parma 1964) monografie sull'Ottocento Parmense fu scritta per ricordare il 150º anniversario della morte di Giovanni Battista Bodoni e il primo centenario della nascita di monsignor Conforti
- Storia della Città di Lettere (Ips, Pompei, 1971)
- Storia della Diocesi di Lettere (Scafati, 1978)
- Parma romana (Parma, Silva). Ricca di illustrazioni., ricostruisce la storia di Parma valendosi di tutte le iscrizioni parmensi allora conosciute, dall’era repubblicana al regno di Teodorico II (1974)
- Il Papa dell’anno 97, monografia sulla figura Clemente I, pontefice dal 96 al 97 dC (1975)
- Ricerca sui Fideles (Artegrafica Silva, Parma, 1981)[3][2]

### Poesie
Sono raccolte in due volumi, un primo del 1953 edito da Bucciarelli di Ancona, un secondo denominato  Altre poesie nel 1968 (Viappiani, Milano)

### Opere di teatro
Delle undici opere prodotte si ricordano con particolare successo
- Massicciata (1939)
- Giro di ruota (Filodrammatica, Roma 1943)
- I portulani (1947),
- Profeti d'ira (1948)
- Tutti meno Totò (1949)
- Le Coccarde (Ridotto, Roma 1963)[4][5]